# Nayeli Fernández Cruz
Nayeli Arlen Fernández Cruz (16 de enero de 1984) es una política mexicana, miembro del Partido Verde Ecologista de México (PVEM). Diputada Federal durante el periodo 2018 a 2021, ha sido reelecta en dos ocasiones 2021 a 2024 y 2024 a 2027.

## Biografía
Es licenciada en Ciencia Política y maestra en Administración Pública y Política Pública por el Instituto Tecnológico y de Estudios Superiores de Monterrey (ITESM). Misma institución en donde fue asistente y colaboradora de Investigación de 2005 a 2006.
Miembro del PVEM, de 2006 a 2008 fue representante de la dirección de Relaciones Públicas y Coordinadora de Medios de Comunicación y asesora en la Cámara de Diputados; de 2008 a 2010 fue representante de la Secretaría de Organización en el comité nacional del PVEM, y de 2009 a 2010 representante del partido ante el Comité de Radio y Televisión del Instituto Federal Electoral (IFE).
De 2010 a 2011 fue asesora de la Secretaría de Acción Electoral y en 2012 de la Secretaría de Medio Ambiente del comité nacional del PVEM y en las elecciones de 2012 fue candidata a diputada federal sin lograr ser elegida. De 2012 a 2014 fue directora ejecutiva de Recursos Naturales y Áreas Protegidas de Cuajimalpa de Morelos en el gobierno del jefe delegacional Adrián Rubalcava Suárez, de 2015 a 2016 fue jefe de Oficina de la subsecretaría y de 2016 a 2017 directora general adjunta en la subsecretaría de Prevención y Participación Ciudadana de la Secretaría de Gobernación al ser subsecretario Arturo Escobar y Vega.
En las elecciones de 2018 fue elegida diputada federal por el principio de representación proporcional a la LXIV Legislatura de dicho año a 2021; en esta legislatura fue secretaria de la comisión de Energía; e integrante de las comisiones de Medio Ambiente, Sustentabilidad, Cambio Climático y Recursos Naturales; de Vigilancia de la Auditoría Superior de la Federación; y, de Economía, Comercio y Competitividad. Aunque elegida por el PVEM, toda la legislatura fue integrante del grupo parlamentario de Morena.
En 2021 fue reelegida al cargo de diputada federal por el mismo principio, pasando a ejercer el cargo en la LXV Legislatura que concluirá en 2024. En esta legislatura es secretaria de las comisiones de Igualdad de Género; y, Jurisdiccional; así como intregrante de la comisión de Energía. Forma nuevamente parte del grupo parlamentario del PVEM.